# 2178 Kazakhstania
A 2178 Kazakhstania (ideiglenes jelöléssel 1972 RA2) a Naprendszer kisbolygóövében található aszteroida. Nyikolaj Csernih fedezte fel 1972. szeptember 11-én.